# ذيل الأباعر (المخادر)

تعديل مصدري - تعديل

ذيل الأباعر هي إحدى قرى عزلة الشرف بمديرية المخادر التابعة لمحافظة إب، بلغ تعداد سكانها 155 نسمة حسب تعداد اليمن لعام 2004.